# Mecenáš
Mecenáš je člověk, který nezištně podporuje umění, resp. umělce. Od konce 20. stol. se toto označení šíří i mimo oblast kultury a umění, což přesahuje původní význam.

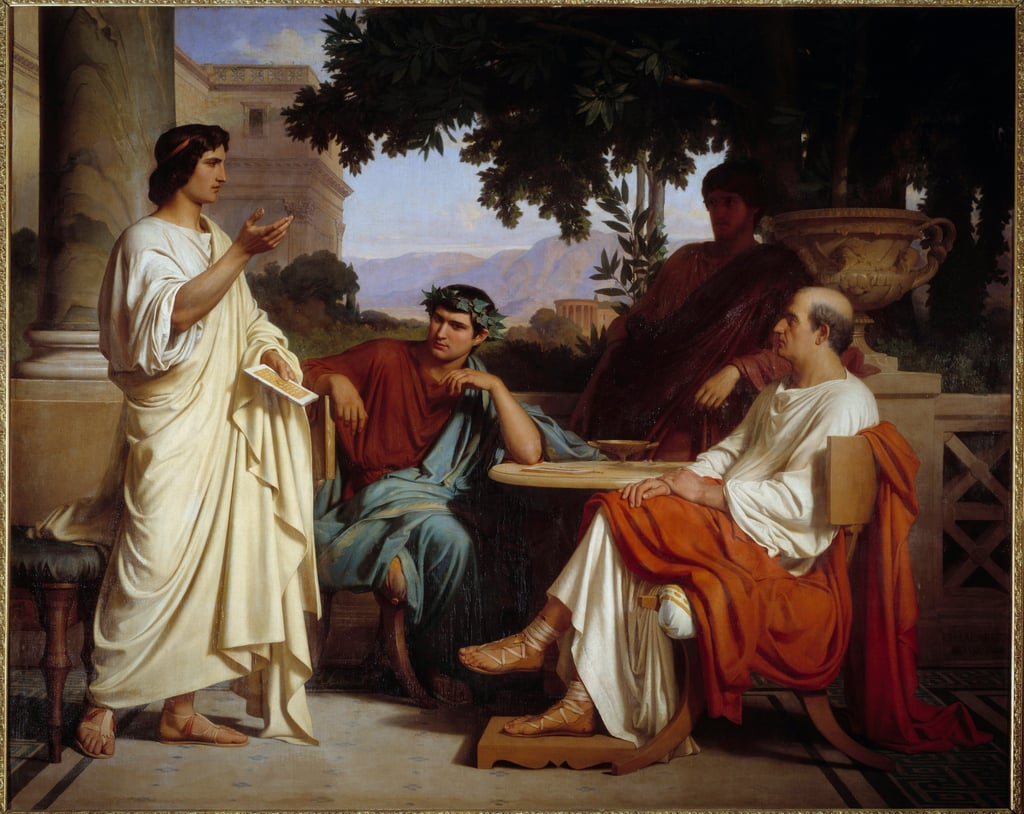
Básníci Horatius, Vergilius a Varius v domě Gaia Cilnia Maecena na obraze francouzského malíře Charlese Jalaberta

## Původ výrazu
Slovo připomíná památku Gaia Cilnia Maecenata (asi 70–8 př. n. l.), původem z Arretia (dnes Arezzo v Toskánsku), římského boháče, přítele, rádce a příležitostného diplomata prvního císaře Augusta, k jehož snahám o obnovu starých římských ideálů chtěl přispět podporou a ovlivňováním básníků a jejich tvorby. Jméno se v obecném významu podporovatele umění a věd ujalo již krátce po Maecenatově smrti.

## Významní mecenáši

### České země
Mezi významné mecenáše v českém prostředí patří například:
- František Antonín Špork (zejména mecenáš Matyáše Bernarda Brauna)
- Josef Hlávka (Nadání Josefa, Marie a Zdenky Hlávkových je nejstarší nadace v Česku s nepřetržitou kontinuitou)
- August Švagrovský (proslul zejména podporou malíře Antonína Slavíčka, ale i dalších)
- Josef Hoser (jeho dar téměř 300 obrazů vlámského, holandského a středoevropského malířství 17. a 18. století, spolu se sbírkou grafických listů, tvoří jeden ze základů sbírky barokního umění dnešní Národní galerie.
- Ondřej Vlček (s manželkou zakladatel nadace rodiny Vlčkových, investor obnovy areálu bývalé usedlosti Cibulka včetně vybudování dětského hospice s paliativním střediskem)

Mecenáši kultury a umění byly i šlechtické rody. Např. na sbírku na výstavbu Národního divadla přispěli významně nejen císař František Josef I., ale i řada zástupců české šlechty.

### Svět
V zahraničí byli významnými mecenáši umění např.:
- Medicejové (zejména Lorenzo Nádherný podporující Michelangela Buonarottiho)